# Genérico
Créditos (português brasileiro) ou genérico (português europeu) refere-se geralmente à indicação das pessoas e instituições participantes de uma produção audiovisual (atores, produtores, realizador, argumentista, autores da banda sonora, técnicos, fornecedores e demais contribuidores da produção). O termo era inicialmente aplicado apenas a filmes, mas o seu uso foi expandido para programas de televisão e demais produtos audiovisuais, além de outras formas de colaboração criativa.

## Descrição
No cinema, inicialmente os créditos continham apenas uma listagem de atores, exibida logo após o título do filme. Porém, à medida que certos atores e realizadores começaram a atingir o estatuto de estrelas, os seus nomes começaram a aparecer antes do título. Com o passar do tempo, os genéricos adquiriram uma elaboração gráfica e estética excepcional, evoluindo a ponto de, muitas vezes, transformar-se em um minifilme. Alguns são considerados pequenas obras de arte, a exemplo do que ocorreu com A Pantera Cor-de-rosa ou os filmes de James Bond. Atualmente os genéricos adquiriram grande importância, tendo-se tornado uma forma de arte. e sendo inclusive objecto de estudos académicos
À medida que a indústria cinematográfica se foi desenvolvendo, com o aprofundamento da divisão do trabalho e a crescente especialização, adotou-se o costume de creditar, além dos atores, também os principais técnicos e colaboradores artísticos do filme. Questões sindicais também fizeram com que determinados grupos de trabalhadores passassem a ser referenciados nos créditos. Na década de 1950, alguns filmes tinham equipas tão numerosas que passaram a dividir os créditos em duas partes, deixando apenas os principais membros da equipe no início e a grande maioria nos "créditos finais". Em Hollywood, esta divisão tornou-se padrão nos anos 1970.[carece de fontes?]
No Brasil, geralmente é utilizada a palavra "créditos" (no plural, mas às vezes é usada a palavra no singular). A forma "créditos" só é utilizada em Portugal quando estes são exibidos no fim do produto audiovisual, utilizando-se o termo "genérico" quando as informações sobre os participantes se encontram antes do início (ou logo após uma sequência inicial) do filme. No Brasil, o genérico inicial é chamado "créditos iniciais" (do inglês opening credits) quando os créditos aparecem logo após uma primeira cena ou sequência, têm o nome de "sequência de créditos" (do inglês title sequence), assumindo o nome de "créditos finais" (do inglês closing credits) quando aparecem no fim da produção audiovisual.